# Irundiaba
Irundiaba is een kevergeslacht uit de familie van de boktorren (Cerambycidae). De wetenschappelijke naam van het geslacht werd voor het eerst geldig gepubliceerd in 2008 door Martins & Galileo.

## Soorten
Irundiaba is monotypisch en omvat slechts de volgende soort:
- Irundiaba waorani Martins & Galileo, 2008